# Onthophagus monforti
Onthophagus monforti é uma espécie de inseto do género Onthophagus, família Scarabaeidae, ordem Coleoptera.

## História
Foi descrita cientificamente por Josso & Prévost em 2006.